# 地驱乐歌
中国古乐府诗《地驱乐歌》最早收录于郭茂倩的《乐府诗集》25卷梁鼓角横吹曲。署名为无名氏。一般认为这首乐府诗为五胡十六国时期的作品，文学史中一般将它归为北朝乐府民歌。也有人认为是流传到南方的北方民歌，还有人认为是南方的乐工拟作。
“地驱“可能是鲜卑语的音译，或者是北方少数民族的方言。全诗四言一句，共16句。《乐府诗集》以四句一曲分为四曲，影响后世一般将之当作四首诗。而前八句词义生奥，至今不可解。
诗中后八句开始的“侧侧力力”，为叹息声，在梁鼓角横吹曲中多次出现。
《地驱乐歌》是一首情诗。《古诗归》评价其“千情百态，聪明温存，可径作风流中经史之注疏矣。”